# العلاقات السويسرية الليتوانية
العلاقات السويسرية الليتوانية هي العلاقات الثنائية التي تجمع بين سويسرا وليتوانيا.

## مقارنة بين البلدين
هذه مقارنة عامة ومرجعية للدولتين:
| وجه المقارنة                                              | سويسرا                                                                                      | ليتوانيا                                                    |
| --------------------------------------------------------- | ------------------------------------------------------------------------------------------- | ----------------------------------------------------------- |
| المساحة (كم2)                                             | 41.28 ألف                                                                                   | 65.30 ألف                                                   |
| عدد السكان (نسمة)                                         | 8.21 مليون                                                                                  | 2.79 مليون                                                  |
| الكثافة السكانية (ن./كم²)                                 | 198.89                                                                                      | 42.73                                                       |
| العاصمة                                                   | برن                                                                                         | فيلنيوس، كاوناس                                             |
| اللغة الرسمية                                             | اللغة الألمانية، اللغة الإيطالية، لغة فرنسية، اللغة الرومانشية، الألمانية السويسرية الموحدة | اللغة الليتوانية                                            |
| العملة                                                    | فرنك سويسري                                                                                 | ليتاس ليتواني، يورو                                         |
| الناتج المحلي الإجمالي (بليون دولار)                      | 678.89 مليار                                                                                | 47.17 مليار                                                 |
| الناتج المحلي الإجمالي (تعادل القوة الشرائية) بليون دولار | 518.07 مليار                                                                                | 84.06 مليار                                                 |
| الناتج المحلي الإجمالي الاسمي للفرد دولار أمريكي          | 80.94 ألف                                                                                   | 14.15 ألف                                                   |
| الناتج المحلي الإجمالي للفرد دولار أمريكي                 | 59.54 ألف                                                                                   | 27.69 ألف                                                   |
| مؤشر التنمية البشرية                                      | 0.930                                                                                       | 0.839                                                       |
| رمز المكالمات الدولي                                      | +41                                                                                         | +370                                                        |
| رمز الإنترنت                                              | .ch، .swiss ‏                                                                                | .lt                                                         |
| المنطقة الزمنية                                           | توقيت وسط أوروبا، ت ع م+01:00، ت ع م+02:00، أوروبا/زيورخ ‏                                   | ت ع م+02:00، ت ع م+03:00، أوروبا/فيلنيوس ‏، توقيت شرق أوروبا |

## منظمات دولية مشتركة
يشترك البلدان في عضوية مجموعة من المنظمات الدولية، منها:
| علم المنظمة | اسم المنظمة                               | تاريخ انضمام سويسرا | تاريخ انضمام ليتوانيا |
| ----------- | ----------------------------------------- | ------------------- | --------------------- |
|             | مؤسسة التمويل الدولية                     | 29 مايو 1992        | 15 يناير 1993         |
|             | يونسكو                                    | 28 يناير 1949       | 7 أكتوبر 1991         |
|             | مجموعة الموردين النوويين                  | ?                   | ?                     |
|             | مؤسسة التنمية الدولية                     | 29 مايو 1992        | 23 سبتمبر 2011        |
|             | منظمة التعاون الاقتصادي والتنمية          | ?                   | 5 يوليو 2018          |
|             | المركز الدولي لتسوية المنازعات الاستشارية | 14 يونيو 1968       | 5 أغسطس 1992          |
|             | وكالة ضمان الاستثمار متعدد الأطراف        | 12 أبريل 1988       | 8 يونيو 1993          |
|             | منظمة حظر الأسلحة الكيميائية              | ?                   | ?                     |
|             | الاتحاد الدولي للاتصالات                  | 1866                | 1 يوليو 1923          |
|             | الأمم المتحدة                             | 10 سبتمبر 2002      | 17 سبتمبر 1991        |
|             | منظمة الشرطة الجنائية الدولية             | ?                   | ?                     |
|             | البنك الدولي للإنشاء والتعمير             | 29 مايو 1992        | 6 يوليو 1992          |
|             | منظمة الأمن والتعاون في أوروبا            | 25 يونيو 1973       | 10 سبتمبر 1991        |
|             | الاتحاد البريدي العالمي                   | ?                   | ?                     |
|             | منظمة التجارة العالمية                    | ?                   | ?                     |
|             | المنظمة الأوروبية لسلامة الملاحة الجوية   | 1992                | 2006                  |
|             | مجلس أوروبا                               | ?                   | ?                     |

## وصلات خارجية
- موقع وزارة الخارجية السويسرية
- موقع وزارة الخارجية الليتوانية